# 琼·肖赫
琼·肖赫（英語：June Schoch，1926年6月25日—2008年2月14日），新西兰女子田径运动员。她曾代表新西兰参加1950年大英帝国运动会田径比赛，获得女子80米栏银牌和女子跳远第11名。